# Jean Loiseleur-Deslongchamps
Jean Louis Auguste Loiseleur-Deslongchamps (Dreux, 24 de março de 1774 – Paris, 8 de maio de 1849) foi um médico e botânico francês.

## Biografia
Recebeu em Paris o título de doutor em medicina, em 1805, com a tese intitulada Investigações sobre a antiguidade dos purgantes e sobre os purgantes indígenas. Quando a Academia foi reorganizada em 1821, Loiseleur-Deslongchamps assumiu a secção de história natural médica. Os descendentes de Jean Louis Auguste Loiseleur-Deslongchamps continuaram perpetuando a tradição familiar em relação com a natureza, adaptando-se aos novos tempos, formando-se em viveiristas e paisagistas.
Loiseleur-Deslongchamps é o autor de Flora Gallica (1806-1807) e de numerosos outros trabalhos, orientando suas pesquisas para a área da fitoterapia. Espécies vegetais foram-lhe dedicadas, em especial uma Draba que cresce nas regiões mais altas da Córsega. A Draba loiseleurii Boiss (Draba de Loiseleur), uma pequena Brassicaceae, cresce confinada em rochas e prados rochosos do piso alpino (monte Cintu e monte Ritondu).
Interessou-se igualmente pela criação do bicho-da-seda e publicou vários artigos sobre este animal e sobre a cultura da amoreira
Redigiu os volumes 5, 6 e 7 (1812, 1815, 1819) do Traité des arbres ou Nouveau Duhamel de Henri Louis Duhamel du Monceau (1700-1782), publicado em Paris e ilustrados por Pierre-Joseph Redouté (1759-1840) e Pancrace Bessa (1772-1835). Participou também da Flore générale de France ou Iconographie, description et histoire de toutes les plantes ( Ferra jeune, Paris, 1828-1829) junto com Christiaan Hendrik Persoon (1755-1837), Benjamin Gaillon (1782-1839), Jean-Baptiste Alphonse Dechauffour de Boisduval (1799-1879) e Louis Alphonse de Brébisson (1798-1872).
Participou também na publicação da revista Le Bon jardinier, uma enciclopédia sobre horticultura.
Publicou artigos no Dictionnaire des sciences médicales, no Annales de la Société d’agriculture, sobre botânica para o Annales générales de sciences physiques e redigiu numerosas obras. Em 1800, durante a sua estadia em Paris, assistiu os cursos de Jean-Baptiste de Lamarck (1744-1829) junto com seus amigos Léon Marie Dufour (1862-1942) e François Victor de Vaumartoise Mérat (1780-1851).

## Obras
- Herbier général de l'Amateur (de fleurs) em oito volumes.
- Recherches Historiques Botaniques et médicales Sur Les Narcisses Indigènes, pour servir à l'histoire des plantes de France. Auduin, 1810
- Nouveau voyage dans l'empire de Flore, ou Principes élémentaires de botanique. Paris, Méquignon, 1817.
- Manuel des plantes usuelles indigènes, ou histoire abrégée des plantes de France, distribuées d'après une nouvelle méthode: contenant leurs propriétés et leurs usages en médecine, dans la pharmacie et dans l'économie domestique. Paris: Méquignon aîné, père 1819. Dois volumes.
- Flora Gallica, seu enumeratio plantarum in Gallia sponte nascentium, secundum linnaeanum naturalium synopsi. Editio secunda aucta et emendata. Paris, 1828
- Rapport sur la culture du mûrier et les éducations de vers à soie, dans les environs de Paris em 1836
- Nouvel Herbier de l'Amateur, contenant la description, la culture, l'histoire et les propriétés des plantes rares et nouvelles cultivées dans les jardins de Paris avec figures peintes d'après nature par Deville, élève de Bessa. Oito volumes, Paris, Audot, 1816-1827.
- Considérations sur les céréales, et principalement sur les froments. Paris : Libraire de Madame V. Bouchard-Huzard, 1842-1843.
- La Rose, son histoire, sa culture, sa poésie Audot, Paris, 1844.